# Doliops marifelipeae
Doliops marifelipeae es una especie de escarabajo del género Doliops, familia Cerambycidae. Fue descrita científicamente por Barševskis & Kairišs en 2019.
Habita en Filipinas. Los machos y las hembras pueden medir 10,6-10,8 mm. El período de vuelo de esta especie ocurre en el mes de diciembre.